# Manyana
Manyana – wieś w Botswanie w dystrykcie Southern. Według spisu ludności z 2011 roku wieś liczyła 3550 mieszkańców.